# Conchylia alternata
Conchylia alternata là một loài bướm đêm trong họ Geometridae.